# عبد الأحد عبد النور
عبد الأحد عبد العزيز عبد النور (1888 - 28 فبراير 1948) طبيب وسياسي عراقي. عمل طبيباً في الموصل قبل الحرب العالمية الأولى، أثناء الحرب مع الجيش العثماني، وأسس مستشفى أربيل الملكي. ك
ما خدم في الموصل ومدن عراقية مختلفة في مناصب طبية عامة وخاصة بعد الحرب، حتى وفاته عام 1948. انتخب مرتين في مجلس النواب العراقي ليمثل مسيحيي الموصل خلال الحكم الملكي.

## بداية حياته والتعليم
ولد عبد الأحد عبد النور في الموصل عام 1888 لعائلة مسيحية سريانية أرثوذكسية بارزة عاشت في الموصل لعدة أجيال. كان الابن الثالث من بين ثمانية أطفال ولدوا لعبد العزيز عبد النور وأمينة قصاب. في عام 1902، عندما كان عمره 14 عامًا، أُرسل لإكمال تعليمه الثانوي في مدرسة داخلية في بيروت، لبنان. بعد المدرسة الثانوية، التحق بكلية الطب في الجامعة الأمريكية في بيروت (AUB). تخرج عبد النور وهو في الثالثة والعشرين من عمره بدرجة البكالوريوس في الطب والجراحة من الجامعة الأمريكية في بيروت عام 1911. وبعد التخرج، عاد للعمل في الموصل كطبيب وأول طبيب في الموصل يتخرج من الجامعة الأمريكية في بيروت.

## المهنة
عند عودته إلى الموصل، بدأ عبد النور العمل في مستشفى حكومي حديث الإنشاء في الشرق عام 1912، ثم بدأ العمل في مستشفى الإرسالية الإنجليزية التي افتتحتها جمعية الإرسالية الكنسية البريطانية مؤخرًا في الموصل. أغلق هذا المستشفى أبوابه بعد وقت قصير من إعلان الحرب العالمية الأولى. ثم انضم عبد النور إلى هيئة الصحة العثمانية في محافظة الموصل. تم تعيينه للسيطرة على تفشي الأمراض في منطقة كويسينجق وبلدة رانيا. وبعد ذلك تولى منصباً جديداً في مدينة أربيل.
وعندما اشتدت الحرب، طبقت لوائح التعبئة للجيش العثماني عام 1914، فانضم عبد النور إلى الجيش العثماني كطبيب عسكري. وتم تسريحه من الخدمة العسكرية بعد فترة وجيزة بسبب مطالبة أهالي أربيل بخدماته. في عام 1915، انضم عبد النور مرة أخرى إلى الحملة العسكرية العثمانية لمحاربة الجيش الروسي الذي كان يحتل أجزاء من إيران. أثناء خدمته الفعلية في هذه الحملات كقائد لوحدة أطباء الرعاية القتالية، عالج عبد النور وأنقذ حياة الجنود المصابين بإصابات مؤلمة.
وخلال الحملة العسكرية، كان عبد النور قائداً للوحدة الطبية العسكرية لمكافحة الأمراض المعدية في محافظة الموصل والمحافظات المجاورة لها في إيران. ولاقت خدماته في المجال الصحي استحسانا كبيرا لدى الجيش والإدارة المدنية والشعب، وحصل على وسام الصليب الأحمر. خلال هذه الحملة الدموية، أصيب عبد النور بالمرض في ساحة المعركة وتم نقله إلى مستشفى مدني في مدينة السليمانية للتعافي. وتم نقله إلى مدينة كركوك وأخيراً إلى مدينة أربيل. في نهاية المطاف، عمل عبد النور كطبيب مدني في أربيل حتى انتهاء الحرب العالمية الأولى.
بعد احتلال الجيش البريطاني للعراق عام 1918، واصل عبد النور مسؤولياته الطبية في أربيل لمدة عام آخر. خلال هذا الوقت، نظم عبد النور الرعاية الصحية في أربيل وما حولها. أسس ما أصبح يعرف بمستشفى أربيل الملكي بعد قيام الملكية في العراق وتنصيب الملك فيصل الأول عام 1921. ثم عاد عبد النور للخدمة واستقر في الموصل. وفي عام 1928، شعر بالحاجة إلى مزيد من الدراسات والتدريب في إنجلترا، فتقدم بطلب إلى وزارة الصحة للحصول على إجازة تفرغ علمي للحصول على خبرة طبية خاصة في مختلف مراكز التميز الطبي في لندن، إنجلترا. سافر إلى لندن، والتحق بالعديد من الدورات، وتدرب في مستشفيات مختلفة. كما شارك في المؤتمرات الطبية، ولاحظ التقدم في العلوم الطبية، واكتسب خبرة مفيدة.
في عام 1922، فاز عبد النور بالانتخابات ليصبح عضواً في مجلس حكم الموصل. في عام 1932، رفض ترشيحًا لمنصب إداري طبي في بغداد لصالح الاستمرار في العيش والخدمة في الموصل. وفي عام 1942، تم تعيينه رئيساً للأطباء في محافظة الموصل وكان مقره في المستشفى الملكي في الموصل. وفي نهاية عام 1944، تقدم عبد النور بطلب للحصول على التقاعد المبكر من قبل وزارة الشؤون الاجتماعية والصحة وحصل عليه. بعد التقاعد، ركز عبد النور على ممارسته الطبية الخاصة وخدمته الطبية لمجتمع الموصل.